# Спиридонова, Людмила Евгеньевна
Людмила Евгеньевна Спиридонова (урожд. Бурбело, род. 26 ноября 1950, Берлин, ГДР) — советская спортсменка, советский и российский учитель, заслуженный учитель Российской Федерации.

## Биография
Родилась в семье военнослужащих Евгения Феофановича и Александры Андреевны Бурбело. С рождения и до переезда в Ленинград в 1953 году проживала в Германии, куда были откомандированы её родители.
Окончила филологический факультет Ленинградского государственного университета.
Трудовую деятельность начала в 1975 году. Работала учителем французского языка в 284 школе Кировского района г. Ленинграда. С 1983 — директор школы.
В 1989 году назначена директором школы (впоследствии — гимназии) № 271 Красносельского района г. Ленинграда. Являлась руководителем данного учебного заведения более 30 лет, до 2021 г. (ныне — Гимназия № 271 им. Героя Советского союза П. И. Федулова)
В 1996 — 1997 гг. — член Экспертной комиссии по аттестации образовательных учреждений.
Победитель конкурса «Директор школы России — 1999»
С 2004 года являлась председателем Ассоциации гимназий Санкт-Петербурга, а также председателем Совета руководителей образовательных учреждений Красносельского района.
В настоящее время — член Общественного совета при Администрации Красносельского района Санкт-Петербурга.
Избиралась депутатом муниципальных Советов Кировского и Красносельского района Санкт-Петербурга (1984 — 1987 гг.; 1989 — 1992 гг.; 2009 — 2012 гг.). В 2022 году избрана депутатом муниципального совета МО «Южно-Приморский» Санкт-Петербурга (выдвигалась от политической партии «Единая Россия»).

## Спортивные достижения
В 1969 году на чемпионате СССР по плаванию среди взрослых Л. Бурбело стала первой в плавании на 200 метров на спине, второй в плавании вольным стилем на дистанции в 100 метров. Рекордсменка Европы (1967 г.), мастер спорта по плаванию.

## Награды
- Орден Дружбы[11],
- Заслуженный учитель Российской Федерации,
- Отличник народного просвещения,
- Медаль «В память 300-летия Санкт-Петербурга»,
- Нагрудный знак «За гуманизацию школы Санкт-Петербурга»,
- Почетный гражданин Красносельского района,
- Неоднократно награждалась I премией Главы администрации Красносельского района за большой вклад в развитие системы образования в районе[12].